# Chiesa della Natività di Maria Vergine (Trana)
La chiesa della Natività di Maria Vergine è la parrocchiale di Trana, in città metropolitana e arcidiocesi di Torino; fa parte del distretto pastorale Torino Ovest.

## Storia
Nel primo quarto del XVII secolo si decise di edificare al centro del paese una nuova chiesa che svolgesse la funzione di parrocchiale in sostituzione del santuario della Madonna della Stella, ubicato in posizione decentrata.
Venne scelta allo scopo l'area in cui sorgeva un'antica cappella, che fu contestualmente demolita. Il 13 giugno 1621 si tenne la cerimonia di posa della prima pietra del nuovo luogo di culto, il quale fu poi aperto al culto il 13 novembre successivo.
Nell'autunno del 1673 giunse in visita pastorale l'arcivescovo Michele Beggiamo, che, rilevando l'assenza del campanile, ordinò che fosse eretto nel giro di un anno.
Nel 1697 fu nominato parroco don Giovanni Battista Angiono, che provvide a far restaurare la chiesa e a sanare i danni provocati pochi anni prima dalle truppe francesi comandate da Nicolas de Catinat de La Fauconnerie.
Durante la sua visita del 1753, l'arcivescovo Giambattista Roero di Pralormo annotò che nella parrocchiale erano stati aggiunti due ulteriori altari.
Negli anni ottanta del Settecento la chiesa fu dotata del nuovo altare maggiore e tra il 1811 e il 1812 venne ingrandita e decorata.
Un nuovo ampliamento fu condotto tra il 1864 e il 1867 e nel biennio 1869-70 si procedette alla realizzazione della nuova sagrestia; nel 1880 venne restaurata la facciata.
Nella prima metà degli anni ottanta del XX secolo si provvide ad eseguire l'adeguamento liturgico secondo i canoni postconciliari mediante l'aggiunta dell'altare rivolto verso l'assemblea e dell'ambone.
Nel 2017 la facciata venne interessata da un intervento di risanamento e di restauro.

## Descrizione

### Esterno
La simmetrica facciata della chiesa, rivolta a nordovest, è suddivisa da una cornice marcapiano aggettante in due registri, entrambi scanditi da sei lesene dipinte a finto marmo; quello inferiore presenta centralmente il portale d'ingresso timpanato, mentre quello superiore, coronato dal frontone di forma triangolare, è caratterizzato da un affresco con soggetto la Natività della Vergine Maria.

### Interno
L'interno dell'edificio si compone di un'unica navata, sulla quale si affacciano le cappelle laterali introdotte da archi a tutto sesto e le cui pareti sono scandite da paraste sorreggenti la trabeazione modanata e aggettante sopra la quale si imposta la volta a botte; al termine dell'aula si sviluppa il presbiterio, rialzato di due gradini e chiuso dall'abside quadrangolare.